# Sibynophis chinensis
Sibynophis chinensis är en ormart som beskrevs av Günther 1889. Sibynophis chinensis ingår i släktet Sibynophis och familjen snokar.
Denna orm förekommer i centrala, östra och sydöstra Kina inklusive Hainan, på Taiwan, i norra Vietnam, i norra Laos och på Koreahalvön. Arten lever i kulliga områden och i bergstrakter mellan 400 och 2000 meter över havet. Habitatet varierar mellan ängar, skogar och kulturlandskap. Individerna äter ödlor och groddjur. Honor lägger under sensommaren ägg.
För beståndet är inga hot kända. Hela populationen anses vara stabil. IUCN listar arten som livskraftig (LC).

## Underarter
Arten delas in i följande underarter:
- S. c. chinensis
- S. c. grahami
- S. c. miyiensis